# Цильке, Вилли

Вильгельм Отто (Вилли) Цильке (нем. Wilhelm Otto (Willy) Zielke; 18 сентября 1902, Лодзь – 16 июня 1989, Бад-Пирмонт) — немецкий фотограф, кинорежиссёр, кинооператор, представитель «новой вещественности». Его авангардистский фильм «Железный зверь» (1935) был запрещён национал-социалистическими цензорами.

## Биография
Родился 18 сентября 1902 года в городе Лодзи, который тогда входил в состав Российской империи. Его родители были меннонитами. В 1903 году семья переехала в Харьков, а затем в Воронеж. В доме, где между собой говорили только по-немецки, Валя был первым, кто в совершенстве владел русским. С началом Первой мировой войны и всплеском антинемецких настроений отца, Александра Цильке, перевели в Ташкент директором среднеазиатского филиала завода по производству резиновых изделий «Проводник». В 1918 году Цильке поступил в Ташкентский университет, где учился на инженера-железнодорожника. Осенью 1920 году семья вернулась в Польшу, вскоре переправив сына в Германию.
С 1922 по 1926 год Цильке учился в Баварском государственном институте фотографии, где с 1927 по 1934 год работал преподавателем. Как фотограф испытал влияние советского конструктивизма и работал в стиле «новой вещественности». В 1929 году участвовал в передвижной международной выставке Немецкого веркбунда «Фильм и фото», на которой представил свои стеклянные натюрморты. В 1931 году начал работать в кино как сценарист, режиссёр и оператор в одном лице:

Кино — это улучшенная фотография. Вот почему я пошёл в кино. [...] В отличие от тех, кто пришёл в кино из театра или из литературы, мой путь был не чем иным, как естественным продолжением ясного развития. Я выступаю за кинобраз.
С целью тестирования Agfa предоставила институту фотографии свою недавно разработанную 16-миллиметровую камеру Мовекс, на которую Цильке снял три короткометражных фильма – «Буби мечтает» (1931) о слоне из Мюнхенского зоопарка, «Антон Никлас, мюнхенский оригинал» (1931) об изготовителе зонтов и «Мюнхен — Вилли Цильке показывает большой город» (1932). Из них сохранилась только первая работа. В 1933 году под давлением Рудольфа Гесса ему пришлось перемонтировать свой социально-критический фильм «Безработные – судьба миллионов» (1933), в котором было безжалостно изображено деморализующее воздействие безработицы. В финале фильма, вышедшего под названием «Правда» (1934), национал-социализм представал как избавление от глобального экономического кризиса.
В 1934 году Deutsche Reichsbahn заказал Цильке фильм к 100-летию первой немецкой железной дороги. Он задумал не очередной культурфильм, а «абсолютный фильм» в традициях Руттмана, Рихтера, Эггелинга: «Снимая этот фильм, я пытался сосредоточиться на красоте технологий, волшебстве рельсов, объединяющих людей, скорости передвижения нашего поколения». Монтаж диких скоростей чередуется в фильме с игровыми сценами про инженера, который рассказывает бригаде путейцев эпизоды из истории железной дороги в постановке костюмированных артистов. Фильм «Железный зверь» (1935) сегодня считается вехой в авангардном и документальном кино. В июле 1935 года он был запрещён цензурой, но не по причине авангардизма, а якобы потому что в нём восхвалялись достижения английских и французских железнодорожников в ущерб немцам. При этом запрет был осуществлён без ведома министра пропаганды Геббельса. Его инициатором оказался Юлиус Штрейхер. Многие факты свидетельствуют о том, что за этим могла стоять Лени Рифеншталь, которая таким образом нейтрализовала, а затем подчинила себе нежелательного конкурента. 
В 1935 году Рифеншталь привлекла его к операторской работе над фильмом «День свободы! — Наш вермахт», а год спустя поручила ему самостоятельную постановку пролога «Олимпии», который был снят в Греции и на Куршской косе. При съёмке обнаженных и полуобнаженных статистов Цильке пригодился опыт фотографа. Греческие статуи толкателей ядра, метателей диска и копья оживали и двигались в рапиде под грозным небом. В январе 1937 года он сдал Рифеншталь свой пролог, который она полностью перемонтировала. В феврале 1937 года Цильке пережил нервный срыв и был помещён в психиатрическую больницу, где ему диагностировали шизофрению. Рифеншталь лично вывезла из его мюнхенской квартиры все негативы и отпечатки фотографий, сделанных им в Греции и на Куршской косе. Впоследствии она продавала фотографии как свои собственные работы. Имя Цильке быстро исчезло из титров фильма «Олимпия». В больнице он подвергся принудительной стерилизации, а затем был признан недееспособным. В августе 1942 года при участии Рифеншталь Цильке был выписан из больницы, а в 1944 году задействован в качестве оператора финальной сцены и монтажёра её фильма «Долина». Тогда как в своих мемуарах Рифеншталь писала о том, как она якобы заботилась о своём «неизлечимо больном» коллеге, Цильке считал себя её жертвой.
После войны он подал заявление на отмену признания его недееспособным. Врачи констатировали, что он абсолютно здоров. В 1946 году опека была снята. Цильке работал над русско-немецким словарем кинотерминов и над созданием киноархива в Потсдаме. В 1952 году опубликовал книгу «Введение в фотографию обнаженной натуры». В 1954 году Deutsche Bundesbahn выпустил сокращённый вариант фильма «Железный зверь». Цильке вернулся в кино, сняв несколько короткометражных документальных и индустриальных фильмов. В 1957 году за операторскую работу в документальном фильме Карла Гшрея «Творение без конца» (1956) он получил немецкий киноприз. Однако из его собственных режиссёрских работ только «Алюминий – портрет металла» (1958) напомнил о его прежнем стремлении к стилистическим экспериментам. Это также был его последний фильм. В 1980-х годах были заново открыты его ранние фотографические работы. В 1987 году за принудительную стерилизацию и длительное пребывание в психиатрических учреждениях он получил компенсацию в размере 5 000 немецких марок. Умер 16 июня 1989 года в Бад-Пирмонте. С 1998 года его архив хранится в Музее кино в Потсдаме.

## Фильмография
- 1931 — Bubi träumt / Буби мечтает (автор сценария, режиссёр, оператор)
- 1931 — Anton Nicklas, ein Münchner Original / Антон Никлас, мюнхенский оригинал (автор сценария, режиссёр, оператор)
- 1932 — München / Мюнхен (автор сценария, режиссёр, оператор)
- 1933 — Arbeitslos – Ein Schicksal von Millionen / Безработные – судьба миллионов (автор сценария, режиссёр, оператор)
- 1934 — Die Wahrheit / Правда (вариант «Безработных») (автор сценария, режиссёр, оператор)
- 1935 — Das Stahltier / Железный зверь (автор сценария, режиссёр, оператор, монтажёр)
- 1935 — Tag der Freiheit – Unsere Wehrmacht / День свободы – Наш вермахт (оператор)
- 1938 — Olympia / Олимпия (режиссёр и оператор пролога)
- 1953 — Verzauberter Niederrhein / Очарованный Нижний Рейн (автор сценария, режиссёр, оператор)
- 1956 — Verlorene Freiheit / Потерянная свобода (автор сценария, режиссёр, оператор)
- 1956 — Schöpfung ohne Ende / Творение без конца (оператор)
- 1958 — Aluminium – Porträt eines Metalls / Алюминий – портрет металла (режиссёр, оператор)